# Панайотис Тахцидис
Панайотис Тахцидис (на гръцки: Παναγιώτης Ταχτσίδης) е гръцки футболист, полузащитник.

## Кариера
Юноша е на АЕК Атина. Първият си професионален договор подписва на 1 ноември 2007 г. Дебютира в мач за купата на Гърция. На 27 януари 2009 г. става най-младият футболист в гръцката суперлига, само на 16 г. и 348 дни.
През 2010 г. преминава в италианския Дженоа. След това играе под наем последователно в Чезена, Гросето и Верона. На 19 юли 2012 г. е закупен от Рома за сумата от 2.5 млн. евро, подписва за 5 години.